# Академія Амбрелла
«Академія Амбрелла» (англ. The Umbrella Academy) — американський телевізійний серіал 2019 року, розроблений Стівом Блекманом для Netflix і є адаптацією однойменної серії коміксів видавництва Dark Horse Comics авторства Джерарда Вея.
Прем'єра першого сезону, а відбулася на Netflix 15 лютого 2019 року. Прем'єра другого сезону відбулася 31 липня 2020 року. Прем'єра третього сезону відбулася 22 червня 2022 року. У серпні 2022 р. серіал було продовжено на четвертий і останній сезон.

## Синопсис
1 жовтня 1989 року на світ одночасно з'являються 43 дитини в жінок, у яких у той самий день не було жодних ознак вагітності. Мільярдер Сер Реджинальд Гарґрівс усиновлює сімох із цих дітей та створює Академію Амбрелла. Гарґрівс називає своїх дітей за номерами від одного до семи, проте пізніше стають відомі їхні справжні імена: Клаус, Лютер, Дієго, Елісон, Бен і Ваня. Номер П'ять так і залишається неназваним. Коли діти стають підлітками, Гарґрівс посилає їх боротися зі злочинністю, тримаючи Ваню окремо від діяльності її братів та сестер, оскільки вона, на перший погляд, не володіє особливими здібностями. Уже дорослими, проживаючи окремо один від одного, брати і сестри дізнаються, що Реджинальд помер, і збираються на його похорон. П'ятий повертається з майбутнього зі звісткою, що глобальний апокаліпсис неминучий. Тим часом возз'єднані брати та сестри намагаються розкрити таємницю своєї неблагополучної сім'ї.

## У ролях

### Головні
| Актор              | Роль                                                          | Український дубляж                                      |
| ------------------ | ------------------------------------------------------------- | ------------------------------------------------------- |
| Елліот Пейдж       | Ваня Гарґрівс / Номер сім / Біла скрипка / Віктор             | Анна Дончик (1-2 сезони) Кирило Сузанський (3-4 сезони) |
| Том Гоппер         | Лютер Гарґрівс / Номер один / Спейсбой                        | Дмитро Сова                                             |
| Девід Кастанеда    | Дієго Гарґрівс / Номер два / Метання ножів                    | В'ячеслав Хостікоєв                                     |
| Еммі Равер-Лампман | Еллісон Гарґрівс / Номер три / Чутка                          | Антоніна Хижняк                                         |
| Роберт Шіен        | Клаус Гарґрівс / Номер чотири / Сеанс / Воскресіння з мертвих | Андрій Соболєв                                          |
| Джастін Г. Мін     | Бен Гарґрівс / Номер шість / Кракен                           | Павло Лі (1-2 сезони) Олександр Солодкий (3-4 сезони)   |
| Ейдан Галлагер     | Номер п'ять / Телопортація в часі                             | Руслан Драпалюк(1-3 сезони) Максим Самчик (4 сезон)     |
| Мері Джей Блайдж   | Ча-Ча                                                         |                                                         |
| Камерон Бріттон    | Гейзл                                                         |                                                         |
| Джон Магаро        | Леонард Пібоді / Гарольд Дженкінс                             |                                                         |
| Адам Годлі         | Пого (шимпанзе)                                               | Юрій Гребельник (1 сезон)                               |
| Колм Фіоре         | Сер Реджинальд Гарґрівс / Монокль                             |                                                         |
| Кейт Волш          | куратор                                                       |                                                         |

## Український дубляж
- Олег Лепенець — сер Реджинальд Гарґрівз
- Юлія Шаповал — Лайла (1-3 сезони)
- Анастасія Жарнікова — Лайла (4 сезон)
- Наталія Денисенко — Слоун
- Євген Шекера — Маркус, Гарлан (27)
- Роман Чорний — Альфонсо, Рекс Мак-Доннелл, Ленс
- Наталія Романько-Кисельова — Ґрейс
- Світлана Шекера — Фей
- Катерина Трубенок — Джеймі
- Михайло Кришталь — Чет Родо
- Галина Дубок — Стен
- Андрій Твердак — Гарлан
- Максим Кондратюк — Сід, Герб
- Михайло Войчук — Старий П'ятий
- Дмитро Гаврилов — Раймонд
- Олена Узлюк — Джин
- Людмила Петриченко — Дженніфер
- Андрій Самінін — Тібедо
- Роман Молодій — Квінн
- Дмитро Вікулов — Сай
- Лариса Руснак — Ебіґейл
- Володимир Терещук — Ґері

### Додатковий акторський склад

#### Сезон 1
- Олена Узлюк
- Катерина Манузіна
- Юрій Кудрявець
- Максим Чумак
- Наталія Романько-Кисельова
- Дмитро Тварковський
- Роман Молодій
- Аліса Балан
- Софія Лозіна
- Володимир Кокотунов
- Михайло Кришталь
- Арсен Шавлюк
- Олександр Солодкий
- Володимир Канівець
- Катерина Башкіна-Зленко

#### Сезон 2
- Лідія Муращенко
- Дмитро Гаврилов
- Михайло Кришталь
- Олег Лепенець
- Максим Кондратюк
- Євген Пашин
- Олена Узлюк
- Андрій Альохін
- Юлія Шаповал
- Ірина Ткаленко
- Володимир Терещук
- Олена Борозенець
- Андрій Твердак
- Роман Молодій

#### Сезон 3
- Оксана Гринько
- Євгеній Сардаров
- Дмитро Тварковський
- Кристина Вижу
- Петро Сова
- Аліна Проценко
- Едуард Кіхтенко
- Юрій Гребельник

#### Сезон 4
- Роман Солошенко
- Віталій Ізмалков
- В'ячеслав Дудко
- Надія Хільська
- Ярослав Шахторін
- Аліна Проценко
- Кирило Татарченко

Серіал дубльовано студією «Postmodern» на замовлення компанії «Netflix» у 2021—2024 роках.
- Режисер дубляжу — Людмила Петриченко
- Перекладачі — Юлія Євсюкова (1-2 сезони), Катерина Устинова (3 сезон), Юлія Євсюкова (4 сезон)
- Спеціаліст з адаптації: Раїса Смірнова (4 сезон)
- Звукооператори — Богдан Клименко (1-2 сезони), Олександр Притчин (3 сезон), Сергій Александров (3 сезон), Генадій Алексєєв (3 сезон), Назар Куцевич (4 сезон)
- Спеціаліст зі зведення звуку — Юрій Антонов (1 сезон), Андрій Желуденко (2 сезон), Олександр Мостовенко (3 сезон) (4 сезон)
- Менеджер проекту — Олена Плугар (1-4 сезони), Наталія Терещак (4 сезон)
- Асистенти з дубляжу — Анастасія Дишкант (3 сезон), Катерина Трубенок (3 сезон)

## Список серій
| Сезон          | Епізоди | Епізоди | Оригінальний випуск | Оригінальний випуск |
| -------------- | ------- | ------- | ------------------- | ------------------- |
| Сезон 1 (2019) | 10      | 10      | 15 лютого 2019      | 15 лютого 2019      |
| Сезон 2 (2020) | 10      | 10      | 31 липня 2020       | 31 липня 2020       |
| Сезон 3 (2022) | 10      | 10      | 22 червня 2022      | 22 червня 2022      |

### Сезон 1 (2019)
Синопсис сезону: Возз'єднавшись після смерті батька, брат і сестра з надприродними силами дізнаються про приголомшливі сімейні таємниці — і фатальну загрозу для людства.
| № | #  | Назва                                                                                        | Режисер         | Сценарист                        | Перший ефір у США |
| --- | -- | -------------------------------------------------------------------------------------------- | --------------- | -------------------------------- | ----------------- |
| 1 | 1  | «Ми бачимося лише на весіллях і похоронах» «We Only See Each Other at Weddings and Funerals» | Пітер Гоар      | Джеремі Слейтер                  | 15 лютого 2019    |
| Колись давно брати й сестри Гарґрівс прославилися як юні борці зі злочинністю. Через багато років вони збираються разом, щоб ушанувати пам’ять батька.           |    |                                                                                              |                 |                                  |                   |
| 2 | 2  | «Біжи, хлопцю, біжи» «Run Boy Run»                                                           | Ендрю Бернштейн | Стів Блекмен                     | 15 лютого 2019    |
| Розповівши Вані про свою подорож у часі, П’ятий розшукує власника штучного ока. Однак двоє загадкових убивць насідають йому на п’яти.                            |    |                                                                                              |                 |                                  |                   |
| 3 | 3  | «Надто звична» «Extra Ordinary»                                                              | Ендрю Бернштейн | Бен Недіві, Метт Вулперт         | 15 лютого 2019    |
| Підозрюючи, що їхня мати щось приховує, Лютер і Елісон скликають сімейні збори. Ча-Чі й Гейзелу щастить у пошуках П’ятого.                                       |    |                                                                                              |                 |                                  |                   |
| 4 | 4  | «Людина на Місяці» «Man on the Moon»                                                         | Еллен Курас     | Лорен Шмідт-Гіссріх              | 15 лютого 2019    |
| Лютер пригадує історію свого перевтілення. У мотелі Клаус випробовує терпіння Гейзела й Ча-Чі. Елісон починає підозрювати Леонарда.                              |    |                                                                                              |                 |                                  |                   |
| 5 | 5  | «Номер П’ять» «Number Five»                                                                  | Еллен Курас     | Боб Делорентіс                   | 15 лютого 2019    |
| П’ятий розповідає Лютеру свою таємницю, Клаус повертається з розпачливої подорожі в часі, а Ваня дивно почувається без своїх ліків.                              |    |                                                                                              |                 |                                  |                   |
| 6 | 6  | «День, якого не було» «The Day That Wasn't»                                                  | Стівен Сурджик  | Снеха Корсе                      | 15 лютого 2019    |
| Ваня обурюється, дізнавшись, що її не запросили на термінову сімейну нараду. П’ятий влаштовується на роботу в штаб Комісії. Ча-Ча мусить зробити складний вибір. |    |                                                                                              |                 |                                  |                   |
| 7 | 7  | «День, який був» «The Day That Was»                                                          | Стівен Сурджик  | Бен Недіві, Метт Вулперт         | 15 лютого 2019    |
| Отримавши другий шанс, команда об’єднує зусилля в пошуках загадкового Гарольда Дженкінса. Леонард відвозить Ваню до лісу, щоб випробувати її сили.               |    |                                                                                              |                 |                                  |                   |
| 8 | 8  | «До мене дійшли чутки» «I Heard a Rumor»                                                     | Джеремі Вебб    | Лорен Шмідт-Гіссріх, Снеха Корсе | 15 лютого 2019    |
| Поки Ваня вчиться контролювати свої нові здібності, Елісон знайомиться з місцевим копом, щоб дізнатися, що сталося біля ресторану.                               |    |                                                                                              |                 |                                  |                   |
| 9 | 9  | «Зміни» «Changes»                                                                            | Джеремі Вебб    | Боб Делорентіс, Ерік В. Філіпс   | 15 лютого 2019    |
| Низка тривожних відкриттів стають для Вані потрясінням, і вона впадає у відчай. Неочікувана подія дає П’ятому можливість перепочити.                             |    |                                                                                              |                 |                                  |                   |
| 10 | 10 | «Біла скрипка» «The White Violin»                                                            | Пітер Гоар      | Стів Блекмен                     | 15 лютого 2019    |
| Роки таємниць і образ руйнують стіни Академії Амбрелла, та родина Гарґрівсів розуміє, що найгірше попереду.                                                      |    |                                                                                              |                 |                                  |                   |

### Сезон 2 (2020)
Синопсис сезону: Повернувшись у Даллас 1960-х років, брати та сестри окремо будують нові життя, поки загроза чергового судного дня не зводить їх разом.
| № | #  | Назва                                              | Режисер         | Сценарист                      | Перший ефір у США |
| --- | -- | -------------------------------------------------- | --------------- | ------------------------------ | ----------------- |
| 11 | 1  | «Знову все спочатку» «Right Back Where We Started» | Сільвен Вайт    | Стів Блекмен                   | 31 липня 2020     |
| Перенісши своїх братів і сестер в один провулок у Далласі, але в різні роки, П’ятий поспішає знайти їх і запобігти настанню судного дня.                          |    |                                                    |                 |                                |                   |
| 12 | 2  | «Плівка Френкеля» «The Frankel Footage»            | Стівен Сурджик  | Марк Ґофман                    | 31 липня 2020     |
| Сварка в барі зводить Лютера з Ванею. П’ятий помічає дещо несподіване на відео, яке залишив йому Гейзел. Чоловіка Елісон забирають копи.                          |    |                                                    |                 |                                |                   |
| 13 | 3  | «Шведська робота» «The Swedish Job»                | Стівен Сурджик  | Джессі Маккіоун                | 31 липня 2020     |
| Перед сидячою демонстрацією Елісон відновлює зв’язок із Клаусом, Шведи женуться за Ванею в кукурудзі, а Лютер робить невтішне відкриття.                          |    |                                                    |                 |                                |                   |
| 14 | 4  | «Маджестік-12» «The Majestic 12»                   | Том Веріка      | Бронвін Гарріті                | 31 липня 2020     |
| Поки Елісон у відчаї шукає Рея, Ваня запобігає трагедії на фермі, а П’ятий, Дієго та Лайла вирушають на вечірку в консульстві Мексики.                            |    |                                                    |                 |                                |                   |
| 15 | 5  | «Валгалла» «Valhalla»                              | Том Веріка      | Роберт Аскінс                  | 31 липня 2020     |
| На терміновій сімейній нараді виявляється, що брати та сестри мають зовсім різні плани на останні шість днів на Землі. Лайла з’ясовує стосунки з матір’ю.         |    |                                                    |                 |                                |                   |
| 16 | 6  | «Легка вечеря» «A Light Supper»                    | Еллен Курас     | Ерін Мішель Вільямс            | 31 липня 2020     |
| Елісон демонструє Рею свої здібності, Дейв навідується до маєтку Клауса, а Кураторка пропонує П’ятому укласти угоду. Нарешті брати й сестри вечеряють із батьком. |    |                                                    |                 |                                |                   |
| 17 | 7  | «Око за око» «Öga for Öga»                         | Еллен Курас     | Ніккі Шифельбайн               | 31 липня 2020     |
| Після того, як П’ятий подорожує в 1982 рік, щоб виконати завдання, його брати й сестри мусять швидко ухвалити кілька важливих рішень. Карл погрожує Вані.         |    |                                                    |                 |                                |                   |
| 18 | 8  | «Сім стадій» «The Seven Stages»                    | Аманда Марсаліс | Марк Ґофман, Джессі Маккіоун   | 31 липня 2020     |
| Доведений до розпачу П’ятий розробляє ризиковий план перехоплення іншої версії себе. Агенти ФБР катують Ваню. Дієго з’ясовує, що спричинить апокаліпсис.          |    |                                                    |                 |                                |                   |
| 19 | 9  | «743»                                              | Аманда Марсаліс | Бронвін Гарріті, Роберт Аскінс | 31 липня 2020     |
| Поки П’ятий намагається перехитрити самого себе, дехто жертвує собою заради Вані. Лайла дізнається правду про своїх батьків.                                      |    |                                                    |                 |                                |                   |
| 20 | 10 | «Завершення» «The End of Something»                | Джеремі Вебб    | Стів Блекмен                   | 31 липня 2020     |
| Виснажені після подій у Далласі, брати й сестри прямують на ферму, щоб врятувати Гарлана, але опиняються в епіцентрі смертельної битви.                           |    |                                                    |                 |                                |                   |

### Сезон 3 (2022)
Синопсис сезону: В Академії герої протистоять новим членам родини Гарґрівсів, а в місті таємнича сила спричиняє хаос.
| № серії (загалом) | № серії (в сезоні) | Назва серії                                                       | Режисер(и)    | Сценарист(и)                         | Оригінальна дата виходу |
| --- | ------------------ | ----------------------------------------------------------------- | ------------- | ------------------------------------ | ----------------------- |
| 21 | 1                  | «Зустріч із родиною» Meet the Family                              | Джеремі Вебб  | Стів Блекман і Мішель Ловретта       | 22 червня 2022          |
| Завадивши апокаліпсису в Далласі, команда Амбрелла повертається до зовсім іншої Академії, яка тепер під контролем могутніх ворожих учнів Сперроу.                  |                    |                                                                   |               |                                      |                         |
| 22 | 2                  | «Найбільший клубок мотузки у світі» World's Biggest Ball of Twine | Шеріл Даньє   | Джессі МакКеун                       | 22 червня 2022          |
| Номер Один зник. Сперроу беруть заручника. Еллісон робить болісне відкриття. Клаус разом із П’ятим вирушають у сповнену одкровень подорож.                         |                    |                                                                   |               |                                      |                         |
| 23 | 3                  | «Кишеня, повна блискавок» Pocket Full of Lightning                | Шеріл Даньє   | Роберт Аскінс                        | 22 червня 2022          |
| Починають зникати люди, тож П’ятий і Лейла змушені об’єднати зусилля, щоб подорожувати в часі. Клаус по-новому дивиться на свого батька.                           |                    |                                                                   |               |                                      |                         |
| 24 | 4                  | «Куґельбліц» Kugelblitz                                           | Сильвен Вайт  | Ерін Мішель Вільямс                  | 22 червня 2022          |
| Лютер і Слоун розробляють план, що покладе край війнам між родинами. Віктор бачить декого з минулого. П’ятий переживає моторошну зустріч.                          |                    |                                                                   |               |                                      |                         |
| 25 | 5                  | «Найбезболісніший поріз» Kindest Cut                              | Сильвен Вайт  | Елізабет Падден                      | 22 червня 2022          |
| Зв’язок Клауса зі смертю виявляється складнішим, ніж здавалося. Віктор нарешті дізнається, що сталося з мамами команди Амбрелла.                                   |                    |                                                                   |               |                                      |                         |
| 26 | 6                  | «Marigold» Marigold                                               | Джефф Ф. Кінг | Лорен Отеро                          | 22 червня 2022          |
| П’ятий переслідує Поґо, Віктор і Гарлан роблять спробу передати сили, а Дієґо й Лайла зазирають за стіну номера «Білий бізон».                                     |                    |                                                                   |               |                                      |                         |
| 27 | 7                  | «Прощавай» Auf Wiedersehen                                        | Кейт Вудс     | Мішель Ловретта                      | 22 червня 2022          |
| У 1989 році Лайла дізнається про одну з таємниць матері. Родини об'єднують зусилля для боротьби з Куґельбліцем. Реджинальд учить Клауса використовувати свої сили. |                    |                                                                   |               |                                      |                         |
| 28 | 8                  | «Весілля перед кінцем світу» Wedding at the End of the World      | Пако Кабесас  | Джессі МакКеун і Ерін Мішель Вільямс | 22 червня 2022          |
| Всесвіт розвалюється на частини, а члени обох родин улаштовують собі день романтики, веселощів і ніякових ситуацій у готелі «Обсидіан».                            |                    |                                                                   |               |                                      |                         |
| 29 | 9                  | «Сім дзвонів» Seven Bells                                         | Пако Кабесас  | Роберт Аскінс                        | 22 червня 2022          |
| Реджинальд щосили намагається переконати дітей приєднатися до його плану. П’ятий намагається дещо згадати. Еллісон змінює свою думку.                              |                    |                                                                   |               |                                      |                         |
| 30 | 10                 | «Забуття» Oblivion                                                | Джефф Ф. Кінг | Стів Блекман і Роберт Аскінс         | 22 червня 2022          |
| Пригнічені члени родини стикаються зі смертельно небезпечними таємницями готелю «Облівіон» і все більше підозрюють, що їхня місія не така, якою здається.          |                    |                                                                   |               |                                      |                         |